# Marcel Aarts
Marcel Aarts (Ammerzoden, 9 augustus 1983) is een Nederlands professioneel basketballer. Aarts is 2,13 m lang en speelt als center.
Met Den Bosch werd Aarts twee keer Nederlands kampioen; in 2006 en 2007. Ook won hij twee keer de NBB-Beker; in 2008 en 2009. Na vele seizoenen in Den Bosch verruilde Aarts in 2011 de EiffelTowers voor Magixx Playing for KidsRights uit Wijchen. Hij tekende een contract voor één jaar met een optie voor nog een seizoen. In het seizoen 2013-14 keerde Aarts terug naar Den Bosch.
Aarts speelde in 2000 voor het Nederlandse onder 20 team, en was in 2008 heel even international, hij speelde twee wedstrijden voor het Nederlands team.

## Erelijst
- 1x Landskampioen (2015)
- 1x NBB-Beker (2016)
- 1x Supercup (2013)
- 1x MVP onder 23 (2005)
- 1x All-Star (2011)
- 2x DBL beste blocker (2004, 2011)